# イオシフ・コテック

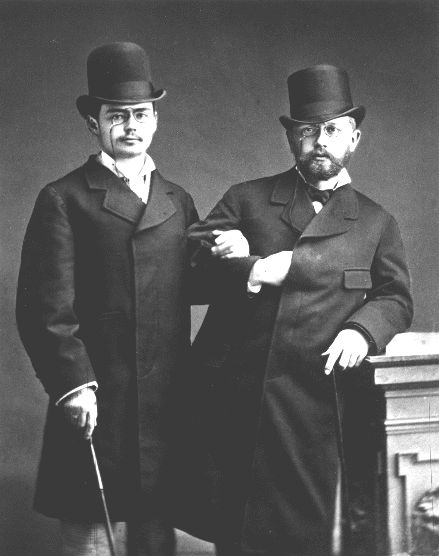
イオシフ・コテック。ピョートル・チャイコフスキー（右）と。1877年。

イオシフ・イオシフォヴィチ・コテック（ロシア語: Иосиф Иосифович Котек1855年11月6日（ユリウス暦 10月25日） - 1885年1月4日）は、ロシアのヴァイオリニスト、作曲家。ピョートル・チャイコフスキーとの関わりにより歴史に名を留めている。チャイコフスキーがヴァイオリン協奏曲の独奏パートを書くにあたっては技術的な面で助力を行った。完全な同性愛者ではなかったものの、ある時期にはおそらくチャイコフスキーと恋人関係でもあったものと考えられている。

## 生涯

### チャイコフスキーとの蜜月
コテックは1855年、ウクライナのカームヤネツィ＝ポジーリシクィイに生を受けた。モスクワ音楽院にてヤン・フジマリーの下でヴァイオリンを学び、チャイコフスキーには作曲の指導を受けていた。出会った当初から両者は互いに魅かれ合った。コテックはチャイコフスキーの音楽に最大限の賛辞を贈り、チャイコフスキーの側からはお気に入りの学生であった。
チャイコフスキーはロシア語で雄猫を意味する「コーティク」と呼ぶ教え子に夢中になる。2人が恋人同士になったのではないかという憶測が流れるようになり、明確にそう断言する者も現れた。彼らが肉体的に非常に親密となっていたのは確かである。それはチャイコフスキーがコテックについて1876年に弟のモデストへ書き送った手紙の中に示されている。「彼が手で私を愛撫するとき、彼が頭を傾け私の胸にもたげさせるとき、そして私は彼の髪に自分の手を走らせ、気付かれないよう口づけをする（中略）私の中では想像を絶するほどの強さで劣情が荒れ狂う（中略）しかし私は肉体的結びつきを全く欲していない。もしそうなってしまったら、彼に対して冷めてしまうだろうと感じる。もしこの素晴らしい若者が、老いつつある腹の出た男と肉体関係を持ったことで品位を落としてしまったなら、それは私にとって喜ばしくないことだ。」
コテックは1876年に音楽院を卒業する。当時、裕福な未亡人でパトロンのナジェジダ・フォン・メックが音楽院に対し、室内楽その他の作品を演奏してくれるヴァイオリニスト自らの家庭に加えるので斡旋して欲しい旨依頼していた。彼女には11人の子がおり、さらにお抱えの医者たち、様々な音楽家を含む大勢のスタッフがいた。ニコライ・ルビンシテインはコテックを推薦した。既にフォン・メックはチャイコフスキーの音楽を耳にしたことがあり気に入っていたが、新しいヴァイオリン作品の委嘱を持ちかけつつ彼に連絡を取ったのはコテックの進言によるものだった。また、コテックは彼女にチャイコフスキーの貧しい経済状況について伝えている。こうして音楽史上で最も驚くべき芸術的私的交流が開始された。14年間という期間にわたって彼女はチャイコフスキーを資金面で援助し、生活費を稼ぐための教職を続ける必要をなくし、専業作曲家となれるようにしたが、彼らが直に顔を合わせることは一度もなかったのである。この間、コテックはフォン・メックとチャイコフスキーを仲介する役割を果たした。
1877年のはじめ、チャイコフスキーはコテックのために『ワルツ・スケルツォ』 ハ長調を作曲した。コテックがこの作品の一部もしくは全体のオーケストレーションを行った可能性がある。曲は1878年に出版されるとコテックへと献呈された。
チャイコフスキーは完全な同性愛者であったが、1877年7月18日にアントニーナ・ミリューコヴァと結婚する。アレクサンドル・ポズナンスキーはこの頃チャイコフスキーとコテックは親密な関係であったと述べており、事実、結婚を控えた彼が家族にしたためた手紙にはこれから結婚しようとしている女性に対する無関心と引きかえに、コテックの幸福に関する憂慮が色濃く映し出されている。結婚の立会人は彼の弟のアナトーリとコテックだけだった。さらに、チャイコフスキーはパトロンから受け取った大金を出版社のユルゲンソンに預けていたが、万一これが必要となった場合にコテックが使えるようにするためだった。チャイコフスキーとミリューコヴァの結婚生活ははじめから破綻を運命づけられており、夫婦はまもなく離ればなれとなった。また、チャイコフスキーは心ここにあらずで自殺を試みている。コテックはこれらの出来事の詳細をうまく誤魔化して、チャイコフスキーの両親を含む周囲の関係者から隠し立てすることに関わった。この援助により作曲家とヴァイオリニストの互いに対する愛情はますます深まったのである。
しかしながら、コテックは完全な同性愛者ではなく、おそらく最初からそうではなかったと思われる。彼はフォン・メックの大所帯の中で女性たちと幾多の色恋沙汰を起こしており、これにより彼女はコテックに対して際立って冷淡な態度を取るようになった。彼はフォン・メックにいくから経済的援助をしてくれるよう申し入れたが拒絶されている。フォン・メックに2人の関係性の本質を打ち明けたことをコテックに非難されながらも、代わりにチャイコフスキーが彼の助けとなった。また、コテックは梅毒に感染していた。フォン・メックに解雇された後、コテックはヨーゼフ・ヨアヒムの下で学ぶべくベルリンに赴いた。

### ヴァイオリン協奏曲
1878年、いまだ悲惨な結婚とその後の自殺の試みによる衰弱からの回復の途上であったが、チャイコフスキーはフォン・メックの地所に滞在すべくモデストとコーリャ・コンラディを伴ってスイスのクラランへ向かった。彼らが3月9日に到着すると、次いでコテックがベルリンから呼び寄せられた。3月14日に現地入りした彼は、ヴァイオリンのための新しい音楽を一抱え持ってきており、その中にあったエドゥアール・ラロの『スペイン交響曲』をチャイコフスキーと通しで演奏して大いに楽しんだ。これがきっかけでチャイコフスキーはヴァイオリン協奏曲を作曲することを思い立ち、かねて取り組んでいたピアノソナタ ト長調の仕事をすぐに脇へやって3月17日に協奏曲に着手した。コテックは技術的な助言によりチャイコフスキーを助け、新たな部分が書き上がるごとに2人でそれを演奏した。チャイコフスキーはこう書き残している。「[コテックは]なんと愛情を持って私の協奏曲で忙しくしていることか！彼がいなかったら私には何もできなかったのは言うまでもない。彼は曲を素晴らしく演奏してくれるのだ！」全作業は3月28日に完了した。4月3日には全曲を通しで演奏したが、チャイコフスキー兄弟もコテックも中間楽章のアンダンテに満足できなかった。そこでこれはただちに破棄され、新しい緩徐楽章が4月5日に1日で作曲された。オーケストレーションは4月11日に完了した。
チャイコフスキーは協奏曲をコテックへと献呈することを望んだが、そうしてしまうと自らがこの若い男性に寄せる真の思いに関してゴシップが生じるのは間違いないと考え、思いとどまった。彼は世間から自分の同性愛を隠すことにいつも骨を折っていたのである。
1878年の暮れにコテックとチャイコフスキーはパリで友情関係を新たにしたものの、チャイコフスキーはコテックの「信じがたい女遊び」にひどく苛立っており相方について「快より不快が勝る」ことに気付かされたとまで口にした。彼は1879年の11月にベルリンでコテックと再会しているが、魅力を上回るほどの面倒を彼に見出している。
1879年10月、ドイツ政府が作曲のための、また実践的な音楽家活動のためのという2つのメンデルスゾーン奨学金を設立した。コテックは後者を獲得した。前者を勝ち取ったのはエンゲルベルト・フンパーディンクであった。同年、コテックはチャイコフスキーのオペラ『オルレアンの少女』のピアノと独唱、合唱のための編曲に力を貸している。
1881年、チャイコフスキーはコテックにヴァイオリン協奏曲を演奏してくれるよう頼んだ。しかしコテックは拒否した。この作品は同年にようやくウィーンでアドルフ・ブロツキーの独奏で初演されるが、聴衆は静まり返りエドゥアルト・ハンスリックは悪名高い酷評を行っていたのである。コテックはこの作品と公に結び付けられたくないと考えていたが、それによって彼自身が芸術家として悪評を被ることになりそうだと信じていたからであった。この拒絶により彼らの友情は完全に終わりを迎えた。1883年にベルリンを訪れた際、チャイコフスキーはコテックを訪ねようかと漠然と考えていたが、訪問しないことを決断したのであった。

### 最期
コテックは1882年までヨアヒムの下で研鑽を積んだ後、音楽大学の教員となった。
1884年になると結核により健康状態が悪化し、療養のためにスイスのダボスに赴いた。チャイコフスキーは2人の不和を一旦なかったことにして同年11月に同地へ彼を見舞いに行き、モスクワへ戻るまでの6日間にわたり様々な方法で彼に尽くした。コテックの病が重篤であると聞いて戻ることも考えたが、チャイコフスキーは行かないことを決めた。コテックは1885年1月4日、29歳の若さで息を引き取った。電報で知らせを受けたチャイコフスキーは、息子の死を両親に伝えるという心の痛む仕事をこなした。
コテックの作品には『ヴァイオリンのための6つの実践的練習曲』 作品8などがある。
チャイコフスキーは1893年11月6日にこの世を去ったが、その日はコテックの38回目の誕生日であった。

## 作品
室内楽曲
- ヴァイオリンとピアノのための『3つのヴァイオリンシュトゥック』 （3つのヴァイオリン作品） 作品1 （1880年）
  1. 舟歌
  2. 間奏曲
  3. カプリッチョ
- ヴァイオリンとピアノのための『ワルツ＝カプリス』 変ホ長調 作品2 （1880年）
- ヴァイオリンとピアノのための『エレジー風ロマンス』 ロ短調 作品4 （1881年）
- 2つのヴァイオリンとピアノのための『性格的小品集』 作品5 （1881年）
  1. フゲッタ
  2. ポロネーズ
  3. 愛の二重奏
  4. エスパニョーラ
  5. 夢
  6. スケルツォ
- ヴァイオリンのための『6つの実践的練習曲』 作品8 （1883年）
- ヴァイオリンとピアノまたはオルガンのための『アリオーソ』 ニ短調 作品9 （1883年）
- ヴァイオリンとピアノのための『3つの小品』 作品10 （1885年）
  1. メロディ
  2. ノットゥルノ
  3. ワルツ

声楽曲
- メゾソプラノとピアノのための『3つの歌曲』 作品6 （1882年）
  1. Wiegenlied „Du liebes Kind, nun schlumm're sacht“
  2. „Lebe wohl, du blaue See“